# Литва на літніх Олімпійських іграх 2012
Литву на літніх Олімпійських іграх 2012  представляли 62 спортсмени в 14 видах спорту.

## Медалісти

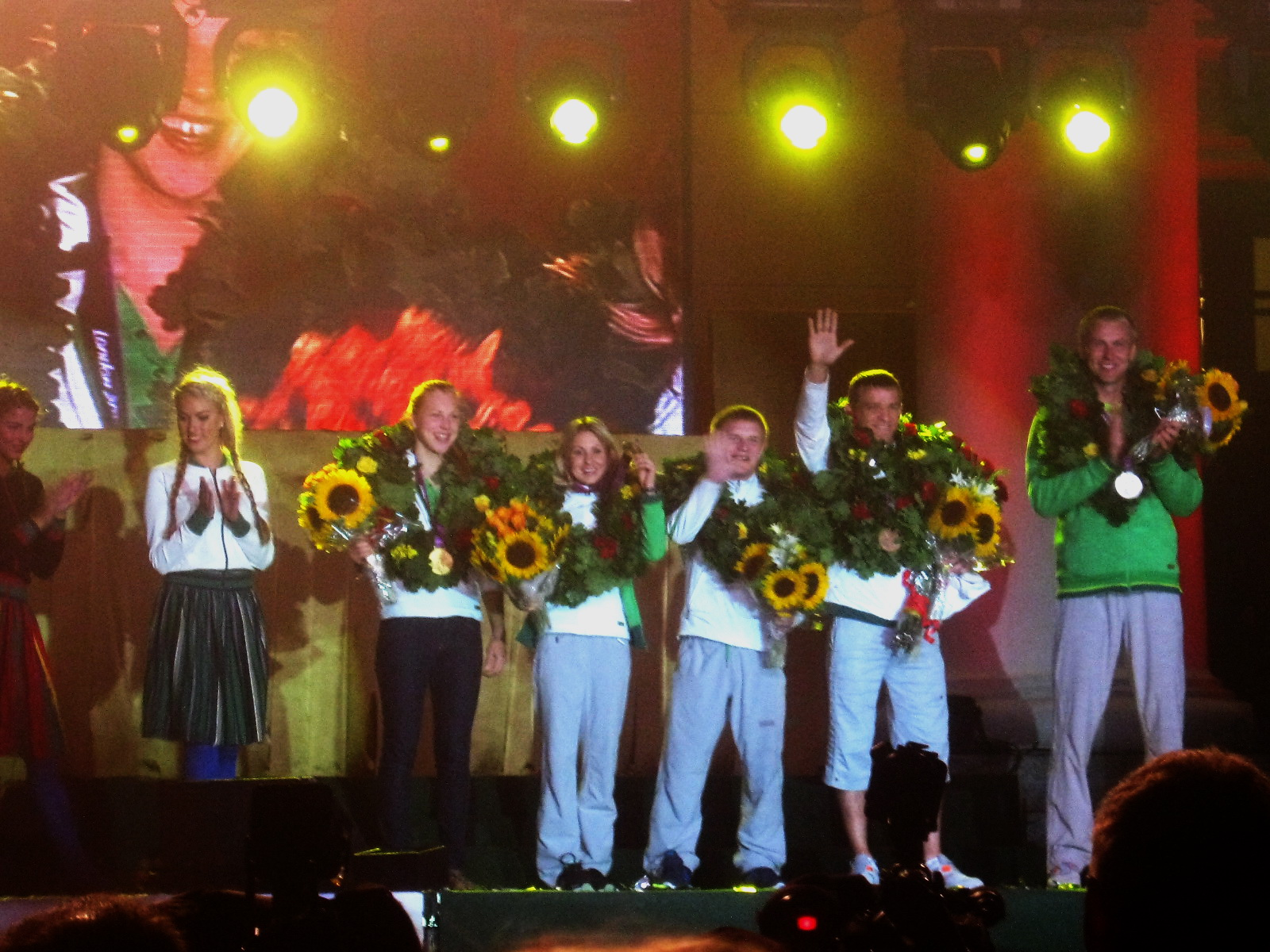
Всі медалісти Литви Літніх Олімпійських ігор 2012

| Медаль | Спортсмен               | Вид спорту           | Дисципліна                                 | Дата                |
| ------ | ----------------------- | -------------------- | ------------------------------------------ | ------------------- |
| Золото | Рута Мейлутіте          | Плавання             | 100 метрів брасом (жінки)                  | 30 липня 2012 року  |
| Золото | Лаура Асадаускайте      | Сучасне п'ятиборство | жінки                                      | 12 серпня 2012 року |
| Бронза | Александрас Казакевичюс | боротьба             | Греко-римська боротьба (чоловіки до 74 кг) | 5 серпня 2012 року  |
| Бронза | Евальдас Петраускас     | Бокс                 | До 60 кг (чоловіки)                        | 10 серпня 2012 року |
| Бронза | Скуйіте Аустра          | Легка атлетика       | Семиборство (жінки)                        | 4 серпня 2012 року  |

## Академічне веслування
Чоловіки
| Спортсмени                       | Дисципліна   | Відбіркові заїзди | Відбіркові заїзди | Втішний заїзд | Втішний заїзд | Чвертьфінали | Чвертьфінали | Півфінали | Півфінали | Фінал   | Фінал |
| Спортсмени                       | Дисципліна   | Час               | Місце             | Час           | Місце         | Час          | Місце        | Час       | Місце     | Час     | Місце |
| -------------------------------- | ------------ | ----------------- | ----------------- | ------------- | ------------- | ------------ | ------------ | --------- | --------- | ------- | ----- |
| Міндаугас Грішконіс              | Одиночки     | 6:46.56           | 4                 | 7:00.19       | 1             | 7:00.80      | 3            | 7:31.72   | 5         | 7:15.32 | 8     |
| Роландас Мащінскас Саулюс Ріттер | Парні двійки | 6:17.78           | =2                | Н/Д           | Н/Д           | Н/Д          | Н/Д          | 6:21.62   | 2         | 6:42.96 | 6     |

Жінки
| Спортсмени         | Дисципліна | Відбіркові заїзди | Відбіркові заїзди | Втішний заїзд | Втішний заїзд | Чвертьфінали | Чвертьфінали | Півфінали | Півфінали | Фінал   | Фінал |
| Спортсмени         | Дисципліна | Час               | Місце             | Час           | Місце         | Час          | Місце        | Час       | Місце     | Час     | Місце |
| ------------------ | ---------- | ----------------- | ----------------- | ------------- | ------------- | ------------ | ------------ | --------- | --------- | ------- | ----- |
| Доната Віштартайте | Одиночки   | 7:43.07           | 2                 | Н/Д           | Н/Д           | 7:45.68      | 3            | 7:56.05   | 5         | 7:47.94 | 8     |

## Бадмінтон
| Спортсмен           | Дисципліна                     | Групова стадія                     | Групова стадія                             | Групова стадія | 1/8 фіналу       | Чвертьфінал      | Півфінал         | Фінал            | Фінал           |
| Спортсмен           | Дисципліна                     | Суперник Рахунок                   | Суперник Рахунок                           | Місце          | Суперник Рахунок | Суперник Рахунок | Суперник Рахунок | Суперник Рахунок | Місце           |
| ------------------- | ------------------------------ | ---------------------------------- | ------------------------------------------ | -------------- | ---------------- | ---------------- | ---------------- | ---------------- | --------------- |
| Аквіле Стапушайтіте | Індивідуальна першість (жінки) | Яо Дзі (NED) Поразка (16–21, 7–21) | Інголфсдоттір (ISL) Поразка (10–21, 16–21) | 3              | Завершив виступ  | Завершив виступ  | Завершив виступ  | Завершив виступ  | Завершив виступ |

## Баскетбол

### Чоловіки

#### Групова стадія
| Команда   | І | В | П | З   | П   | РМ   | О  |
| --------- | - | - | - | --- | --- | ---- | -- |
| США       | 5 | 5 | 0 | 589 | 398 | +191 | 10 |
| Франція   | 5 | 4 | 1 | 376 | 378 | -2   | 9  |
| Аргентина | 5 | 3 | 2 | 448 | 424 | +24  | 8  |
| Литва     | 5 | 2 | 3 | 395 | 399 | -4   | 7  |
| Нігерія   | 5 | 1 | 4 | 338 | 456 | -118 | 6  |
| Туніс     | 5 | 0 | 5 | 320 | 411 | -91  | 5  |

| 29 липня 2012 22:15 | Протокол | Аргентина                                       | 102–79 | Литва |  | Баскетбольна арена |
| 29 липня 2012 22:15 | Протокол | Рахунок за чвертями: 24-23, 27-16, 27-22, 24-18 |        |       |  | Баскетбольна арена |

| 31 липня 2012 14:30 | Протокол | Литва                                          | 72–53 | Нігерія |  | Баскетбольна арена |
| 31 липня 2012 14:30 | Протокол | Рахунок за чвертями: 14-8, 20-19, 22-13, 16-13 |       |         |  | Баскетбольна арена |

| 2 серпня 2012 09:00 | Протокол | Франція                                        | 82–74 | Литва |  | Баскетбольна арена |
| 2 серпня 2012 09:00 | Протокол | Рахунок за чвертями: 25-21, 14-22, 20-9, 23-22 |       |       |  | Баскетбольна арена |

| 4 серпня 2012 14:30 | Протокол | Литва                                           | 94–99 | США |  | Баскетбольна арена |
| 4 серпня 2012 14:30 | Протокол | Рахунок за чвертями: 25-33, 26-22, 21-23, 22-21 |       |     |  | Баскетбольна арена |

| 6 серпня 2012 11:15 | Протокол | Туніс                                         | 63–76 | Литва |  | Баскетбольна арена |
| 6 серпня 2012 11:15 | Протокол | Рахунок за чвертями: 18-7, 17-22, 19-21, 9-26 |       |       |  | Баскетбольна арена |

#### Чвертьфінал
| 8 серпня 2012 14:00 | Протокол | Росія                                           | 83–74 | Литва |  | Баскетбольна арена |
| 8 серпня 2012 14:00 | Протокол | Рахунок за чвертями: 17-10, 15-17, 22-23, 29-24 |       |       |  | Баскетбольна арена |

## Бокс

### Чоловіки
| Спортсмен           | Дисципліна | 1/16 фіналу                | 1/8 фіналу                 | Чвертьфінал                    | Півфінал                          | Фінал              | Фінал           |
| Спортсмен           | Дисципліна | Суперник Результат         | Суперник Результат         | Суперник Результат             | Суперник Результат                | Суперник Результат | Місце           |
| ------------------- | ---------- | -------------------------- | -------------------------- | ------------------------------ | --------------------------------- | ------------------ | --------------- |
| Евальдас Петраускас | До 60 кг   | Варга (HUN) Перемога 20–12 | Келес (TUR) Перемога 16–12 | Валентіно (ITA) Перемога 16–14 | Хан Сун Чхоль (KOR) Поразка 13–18 | Завершив виступ    | 3               |
| Эгідіюс Каваляускас | До 69 кг   | не брав участі             | Еванс (GBR) Поразка 7–11   | Завершив виступ                | Завершив виступ                   | Завершив виступ    | Завершив виступ |

## Боротьба

### Греко-римська

#### Чоловіки
| Спортсмен               | Дисципліна | Кваліфікація             | 1/8 фіналу                   | Чвертьфінал                  | Півфінал                 | Втішний бій               | Фінал                     | Фінал |
| Спортсмен               | Дисципліна | Суперник Результат       | Суперник Результат           | Суперник Результат           | Суперник Результат       | Суперник Результат        | Суперник Результат        | Місце |
| ----------------------- | ---------- | ------------------------ | ---------------------------- | ---------------------------- | ------------------------ | ------------------------- | ------------------------- | ----- |
| Едгарас Венцкайтіс      | До 66 кг   | Серір (ALG) Перемога 3–1 | Баяхметов (KAZ) Перемога 3–1 | Кім Хьон У (KOR) Поразка 0–3 | Завершив виступ          | Мулленс (CUB) Поразка 1–3 | Завершив виступ           | 7     |
| Александрас Казакевичюс | До 77 кг   | не брав участі           | Бачі (HUN) Перемога 5–0      | Росенгрен (SWE) Перемога 3–1 | Власов (RUS) Поразка 0–3 | не брав участі            | Мадсен (DEN) Перемога 3–0 | 3     |

## Велоспорт

### Шосе
| Спортсмен            | Дисципліна      | Час      | Місце |
| -------------------- | --------------- | -------- | ----- |
| Гядімінас Багдонас   | Групова гонка   | 5:46:37  | 59    |
| Рамунас Навардаускас | Групова гонка   | 5:46:37  | 47    |
| Рамунас Навардаускас | Роздільна гонка | 55:12.32 | 21    |

### Трек

#### Спринт
| Спортсмен         | Дисципліна     | Кваліфікація | Кваліфікація | Раунд 1                     | Раунд 2                         | Чвертьфінал          | Півфінал         | Фінал                                                                       | Фінал |
| Спортсмен         | Дисципліна     | Час          | Місце        | Суперник Час                | Суперник Час                    | Суперник Час         | Суперник Час     | Суперник Час                                                                | Місце |
| ----------------- | -------------- | ------------ | ------------ | --------------------------- | ------------------------------- | -------------------- | ---------------- | --------------------------------------------------------------------------- | ----- |
| Сімона Крупекайте | Спринт (жінки) | 11.234       | 8            | Каніс (NED) Перемога 11.528 | Ісмаїлова (BLR) Перемога 11.486 | Фоґель (GER) Поразка | Завершила виступ | фінал за 5-е місце Герра (CUB) Басова (UKR) Ісмаїлова (BLR) Перемога 11.812 | 5     |

#### Кейрін
| Спортсмен         | Дисципліна     | Раунд 1 | Раунд 2 | Фінал |
| Спортсмен         | Дисципліна     | Місце   | Місце   | Місце |
| ----------------- | -------------- | ------- | ------- | ----- |
| Сімона Крупекайте | Кейрін (жінки) | 2       | 5       | 7     |

### BMX
| Спортсмен       | Дисципліна  | Кваліфікація | Кваліфікація | Півфінал  | Півфінал | Фінал            | Фінал            |
| Спортсмен       | Дисципліна  | Результат    | Місце        | Результат | Місце    | Результат        | Місце            |
| --------------- | ----------- | ------------ | ------------ | --------- | -------- | ---------------- | ---------------- |
| Вільма Римшайте | BMX (жінки) | 42.162       | 14           | 19        | 7        | Завершила виступ | Завершила виступ |

## Веслування на байдарках і каное

### Спринт
| Спортсмен         | Дисципліна         | Попередні запливи | Попередні запливи | Півфінал | Півфінал | Фінал  | Фінал |
| Спортсмен         | Дисципліна         | Час               | Місце             | Час      | Місце    | Час    | Місце |
| ----------------- | ------------------ | ----------------- | ----------------- | -------- | -------- | ------ | ----- |
| Эгідіюс Бальчюнас | Чоловіки K-1 200 м | 36.173            | 4 Q               | 36.495   | 5        | 37.995 | 10    |
| Євген Шуклін      | Чоловіки C-1 200 м | 41.288            | 2 Q               | 41.483   | 1        | 42.792 | DSQ   |

- 12 червня 2019 року МОК позбавив Євгена Шукліна срібної медалі[1].

## Вітрильний спорт

### Чоловіки
| Спортсмен       | Дисципліна | Заплив | Заплив | Заплив | Заплив | Заплив | Заплив | Заплив | Заплив | Заплив | Заплив | Заплив | Очки | Місце |
| Спортсмен       | Дисципліна | 1      | 2      | 3      | 4      | 5      | 6      | 7      | 8      | 9      | 10     | M*     | Очки | Місце |
| --------------- | ---------- | ------ | ------ | ------ | ------ | ------ | ------ | ------ | ------ | ------ | ------ | ------ | ---- | ----- |
| Юозас Бернотас  | RS:X       | 9      | 13     | 13     | 8      | 9      | 13     | 11     | 17     | 27     | 27     | EL     | 120  | 12    |
| Рокас Милявичюс | Лазер      | 37     | 37     | 33     | 38     | 43     | 37     | 40     | 43     | 31     | 46     | EL     | 339  | 42    |

### Жінки
| Спортсмен     | Дисципліна   | Заплив | Заплив | Заплив | Заплив | Заплив | Заплив | Заплив | Заплив | Заплив | Заплив | Заплив | Очки | Місце |
| Спортсмен     | Дисципліна   | 1      | 2      | 3      | 4      | 5      | 6      | 7      | 8      | 9      | 10     | M*     | Очки | Місце |
| ------------- | ------------ | ------ | ------ | ------ | ------ | ------ | ------ | ------ | ------ | ------ | ------ | ------ | ---- | ----- |
| Гінтаре Шейдт | Лазер Радиал | 2      | 13     | 9      | 10     | 3      | 14     | 11     | 7      | 7      | 6      | 14     | 82   | 6     |

## Гімнастика

### Артистична

#### Чоловіки
| Спортсмен | Дисципліна | Кваліфікація   | Кваліфікація | Кваліфікація | Кваліфікація | Кваліфікація | Кваліфікація | Кваліфікація | Кваліфікація | Фінал  | Фінал  | Фінал           | Фінал           | Фінал           | Фінал           | Фінал           | Фінал           |                 |                 |
| Спортсмен | Дисципліна | Знаряд         | Знаряд       | Знаряд       | Знаряд       | Знаряд       | Знаряд       | Всього       | Місце        | Знаряд | Знаряд | Знаряд          | Знаряд          | Знаряд          | Знаряд          | Всього          | Місце           |                 |                 |
| --------- | ---------- | -------------- | ------------ | ------------ | ------------ | ------------ | ------------ | ------------ | ------------ | ------ | ------ | --------------- | --------------- | --------------- | --------------- | --------------- | --------------- | --------------- | --------------- |
| Спортсмен | Дисципліна | Рокас Гушчинас | Кінь         | Н/Д          | 14.366       | Н/Д          | Н/Д          | Н/Д          | Н/Д          | 14.366 | 17     | Завершив виступ | Завершив виступ | Завершив виступ | Завершив виступ | Завершив виступ | Завершив виступ | Завершив виступ | Завершив виступ |

#### Жінки
| Спортсмен | Дисципліна | Кваліфікація    | Кваліфікація       | Кваліфікація | Кваліфікація | Кваліфікація | Кваліфікація | Фінал  | Фінал  | Фінал  | Фінал  | Фінал  | Фінал |                  |                  |                  |                  |                  |                  |
| Спортсмен | Дисципліна | Знаряд          | Знаряд             | Знаряд       | Знаряд       | Всього       | Місце        | Знаряд | Знаряд | Знаряд | Знаряд | Всього | Місце |                  |                  |                  |                  |                  |                  |
| --------- | ---------- | --------------- | ------------------ | ------------ | ------------ | ------------ | ------------ | ------ | ------ | ------ | ------ | ------ | ----- | ---------------- | ---------------- | ---------------- | ---------------- | ---------------- | ---------------- |
| Спортсмен | Дисципліна | Лаура Швилпайте | Абсолютна першість | 12.666       | 12.233       | Всього       | Місце        | 13.500 | 11.900 | 50.299 | 50     | Всього | Місце | Завершила виступ | Завершила виступ | Завершила виступ | Завершила виступ | Завершила виступ | Завершила виступ |

## Дзюдо
| Спортсмен         | Дисципліна            | 1/16 фіналу                         | 1/8 фіналу                      | Чвертьфінал        | Півфінал           | Втішний бій        | Фінал              | Фінал           |
| Спортсмен         | Дисципліна            | Суперник Результат                  | Суперник Результат              | Суперник Результат | Суперник Результат | Суперник Результат | Суперник Результат | Місце           |
| ----------------- | --------------------- | ----------------------------------- | ------------------------------- | ------------------ | ------------------ | ------------------ | ------------------ | --------------- |
| Кароліс Баужа     | Чоловіки до 90 кг     | Баффет (FRA) Перемога 0100–0010     | Іліадіс (GRE) Поразка 0003–0100 | Завершив виступ    | Завершив виступ    | Завершив виступ    | Завершив виступ    | Завершив виступ |
| Маріус Пашкевічюс | Чоловіки понад 100 кг | Фіакаіфону (VAN) Перемога 0100–0000 | Сільва (BRA) Поразка 0001–1001  | Завершив виступ    | Завершив виступ    | Завершив виступ    | Завершив виступ    | Завершив виступ |

## Легка атлетика

### Бігові дисципліни
| Спортсмен           | Дисципліна                      | Кваліфікація   | Кваліфікація   | Чвертьфінал      | Чвертьфінал      | Півфінал         | Півфінал         | Фінал            | Фінал            |
| Спортсмен           | Дисципліна                      | Результат      | Місце          | Результат        | Місце            | Результат        | Місце            | Результат        | Місце            |
| ------------------- | ------------------------------- | -------------- | -------------- | ---------------- | ---------------- | ---------------- | ---------------- | ---------------- | ---------------- |
| Рітіс Сакалаускас   | 100 м (чоловіки)                | не брав участі | не брав участі | 10.29            | 6                | Завершив виступ  | Завершив виступ  | Завершив виступ  | Завершив виступ  |
| Тадас Шушкявічюс    | Спортивна хода 50 км (чоловіки) | Н/Д            | Н/Д            | Н/Д              | Н/Д              | Н/Д              | Н/Д              | 4:08:16          | 46               |
| Марюс Жюкас         | Спортивна хода 20 км (чоловіки) | Н/Д            | Н/Д            | Н/Д              | Н/Д              | Н/Д              | Н/Д              | 1:24:45          | 40               |
| Нерінга Айдіетете   | Спортивна хода 20 км (жінки)    | Н/Д            | Н/Д            | Н/Д              | Н/Д              | Н/Д              | Н/Д              | 1:34:01          | 39               |
| Раса Драздаускайте  | Марафон (жінки)                 | Н/Д            | Н/Д            | Н/Д              | Н/Д              | Н/Д              | Н/Д              | 2:29:29          | 27               |
| Ліна Грінчікайте    | 100 м (жінки)                   | не брав участі | не брав участі | 11.19 NR         | 4 q              | 11.30            | 7                | Завершила виступ | Завершила виступ |
| Ремальда Кергіте    | Марафон (жінки)                 | Н/Д            | Н/Д            | Н/Д              | Н/Д              | Н/Д              | Н/Д              | 2:39:01          | 75               |
| Діана Лобачевске    | Марафон (жінки)                 | Н/Д            | Н/Д            | Н/Д              | Н/Д              | Н/Д              | Н/Д              | 2:29:32          | 28               |
| Крістіна Салтановіч | Спортивна хода 20 км (жінки)    | Н/Д            | Н/Д            | Н/Д              | Н/Д              | Н/Д              | Н/Д              | 1:31:04          | 21               |
| Егле Стайшюнайте    | 400 м з бар'єрами (жінки)       | 57.79          | 5              | Завершила виступ | Завершила виступ | Завершила виступ | Завершила виступ | Завершила виступ | Завершила виступ |
| Соната Тамошайтіте  | 100 м з бар'єрами (жінки)       | 13.59          | 5              | Завершила виступ | Завершила виступ | Завершила виступ | Завершила виступ | Завершила виступ | Завершила виступ |
| Брігіта Вирбаліте   | Спортивна хода 20 км (жінки)    | Н/Д            | Н/Д            | Н/Д              | Н/Д              | Н/Д              | Н/Д              | 1:31:58          | 26               |

### Метання
| Спортсмен        | Дисципліна               | Кваліфікація | Кваліфікація | Фінал            | Фінал            |
| Спортсмен        | Дисципліна               | Резульат     | Місце        | Результат        | Місце            |
| ---------------- | ------------------------ | ------------ | ------------ | ---------------- | ---------------- |
| Індре Якубайтіте | Метання списа (жінки)    | 59.05        | 18           | Завершила виступ | Завершила виступ |
| Зінаіда Сендрюте | Метання диска (жінки)    | 62.79        | 10 q         | 61.68            | 8                |
| Віргіліюс Алекна | Метання диска (чоловіки) | 63.88        | 10 q         | 67.38            | 4                |

### Стрибки
| Спортсмен          | Дисципліна                   | Кваліфікація | Кваліфікація | Фінал           | Фінал           |
| Спортсмен          | Дисципліна                   | Результат    | Місце        | Результат       | Місце           |
| ------------------ | ---------------------------- | ------------ | ------------ | --------------- | --------------- |
| Повілас Міколайтіс | Стрибки в довжину (чоловіки) | 7.61         | 26           | Завершив виступ | Завершив виступ |
| Райвідас Станіс    | Стрибки у висоту (чоловіки)  | 2.16         | 27           | Завершив виступ | Завершив виступ |
| Айріне Пальшите    | Стрибки у висоту (жінки)     | 1.93         | =10 q        | 1.89            | 11              |

### Комбіновані дисципліни

#### Десятиборство
| Спортсмен        | Дисципліна | 100 м | СД   | ШЯ    | СВ   | 400 м | 110Б  | МД    | СЖ   | МС    | 1500 м  | Всього очок | Місце |
| ---------------- | ---------- | ----- | ---- | ----- | ---- | ----- | ----- | ----- | ---- | ----- | ------- | ----------- | ----- |
| Даріус Драудвіла | Результат  | 10.95 | 7.12 | 15.17 | 1.96 | 50.13 | 14.87 | 46.43 | 4.20 | 50.16 | 5:03.14 | 7557        | 25    |
| Даріус Драудвіла | Очки       | 872   | 842  | 800   | 767  | 809   | 865   | 796   | 673  | 591   | 542     | 7557        | 25    |

#### Семиборство
| Спортсмен      | Дисципліна | 100Б  | СВ   | ШЯ    | 200 м | СД   | МС    | 800 м   | Всього очок | Місце |
| -------------- | ---------- | ----- | ---- | ----- | ----- | ---- | ----- | ------- | ----------- | ----- |
| Аустра Скуйіте | Результат  | 14.00 | 1.92 | 17.31 | 25.43 | 6.25 | 51.13 | 2:20.59 | 6599        | 3     |
| Аустра Скуйіте | Очки       | 978   | 1132 | 1016  | 848   | 927  | 882   | 816     | 6599        | 3     |

## Плавання

### Чоловіки
| Спортсмен           | Дисципліна           | Кваліфікація | Кваліфікація | Півфінал        | Півфінал        | Фінал           | Фінал           |
| Спортсмен           | Дисципліна           | Час          | Місце        | Час             | Місце           | Час             | Місце           |
| ------------------- | -------------------- | ------------ | ------------ | --------------- | --------------- | --------------- | --------------- |
| Вітаутас Янушайтіс  | 100 м батерфляєм     | 54.17        | 39           | Завершив виступ | Завершив виступ | Завершив виступ | Завершив виступ |
| Вітаутас Янушайтіс  | 200 м комплексом     | 1:59.84      | 14 Q         | 2:00.13         | 13              | Завершив виступ | Завершив виступ |
| Міндаугас Садаускас | 100 м вільним стилем | 49.78        | 28           | Завершив виступ | Завершив виступ | Завершив виступ | Завершив виступ |
| Гедрюс Тітяніс      | 100 м брасом         | 59.68        | 3 Q          | 59.66           | 5 Q             | 1:00.84         | 8               |
| Гедрюс Тітяніс      | 200 м брасом         | 2:10.36      | 8 Q          | 2:09.95         | 11              | Завершив виступ | Завершив виступ |

### Жінки
| Спортсмен      | Дисципліна           | Кваліфікація | Кваліфікація | Півфінал         | Півфінал         | Фінал            | Фінал            |
| Спортсмен      | Дисципліна           | Час          | Місце        | Час              | Місце            | Час              | Місце            |
| -------------- | -------------------- | ------------ | ------------ | ---------------- | ---------------- | ---------------- | ---------------- |
| Рута Мейлутіте | 50 м вільним стилем  | 25.55        | 26           | Завершила виступ | Завершила виступ | Завершила виступ | Завершила виступ |
| Рута Мейлутіте | 100 м вільним стилем | 56.33        | 29           | Завершила виступ | Завершила виступ | Завершила виступ | Завершила виступ |
| Рута Мейлутіте | 100 м брасом         | 1:05.56 NR   | 1 Q          | 1:05.21 AR       | 1 Q              | 1:05.47          | 1                |

## Стрільба
| Спортсмен           | Дисципліна   | Кваліфікація | Кваліфікація | Фінал            | Фінал            |
| Спортсмен           | Дисципліна   | Очки         | Місце        | Очки             | Місце            |
| ------------------- | ------------ | ------------ | ------------ | ---------------- | ---------------- |
| Дайна Гудзіневічюте | Трап (жінки) | 66           | 14           | Завершила виступ | Завершила виступ |

## Сучасне п'ятиборство
| Спортсмен             | Дисципліна | Фехтування (Шпага) | Фехтування (Шпага) | Фехтування (Шпага) | Плавання (200 м вільним стилем) | Плавання (200 м вільним стилем) | Плавання (200 м вільним стилем) | Виїздка | Виїздка | Виїздка | Комбінації: стрільба/біг (10 м пневматичний пістолет)/(3000 м) | Комбінації: стрільба/біг (10 м пневматичний пістолет)/(3000 м) | Комбінації: стрільба/біг (10 м пневматичний пістолет)/(3000 м) | Всього очок | Місце |
| Спортсмен             | Дисципліна | Результат          | Місце              | Очки               | Час                             | Місце                           | Очки                            | Штрафи  | Місце   | Очки    | Час                                                            | Місце                                                          | Очки                                                           | Всього очок | Місце |
| --------------------- | ---------- | ------------------ | ------------------ | ------------------ | ------------------------------- | ------------------------------- | ------------------------------- | ------- | ------- | ------- | -------------------------------------------------------------- | -------------------------------------------------------------- | -------------------------------------------------------------- | ----------- | ----- |
| Юстінас Кіндеріс      | Чоловіки   | 15–20              | =25                | 760                | 2:04.35                         | 15                              | 1308                            | 60      | 12      | 1140    | 10:19.34                                                       | 2                                                              | 2524                                                           | 5732        | 8     |
| Лаура Асадаускайте    | Жінки      | 23–12              | 3                  | 952                | 2:18.67                         | 17                              | 1136                            | 20      | 3       | 1180    | 11:55.64                                                       | 6                                                              | 2140                                                           | 5408 OR     | 1     |
| Гінтаре Венчкаускайте | Жінки      | 10–25              | 34                 | 640                | 2:16.88                         | 11                              | 1160                            | 40      | 6       | 1160    | 11:36.63                                                       | 2                                                              | 2216                                                           | 5176        | 12    |